# Marignane
Marignane (okzitanisch Marinhana) ist eine französische Gemeinde und Industriestadt mit 33.164 Einwohnern (Stand 1. Januar 2022) im Département Bouches-du-Rhône in der Region Provence-Alpes-Côte d’Azur. 

## Geographie

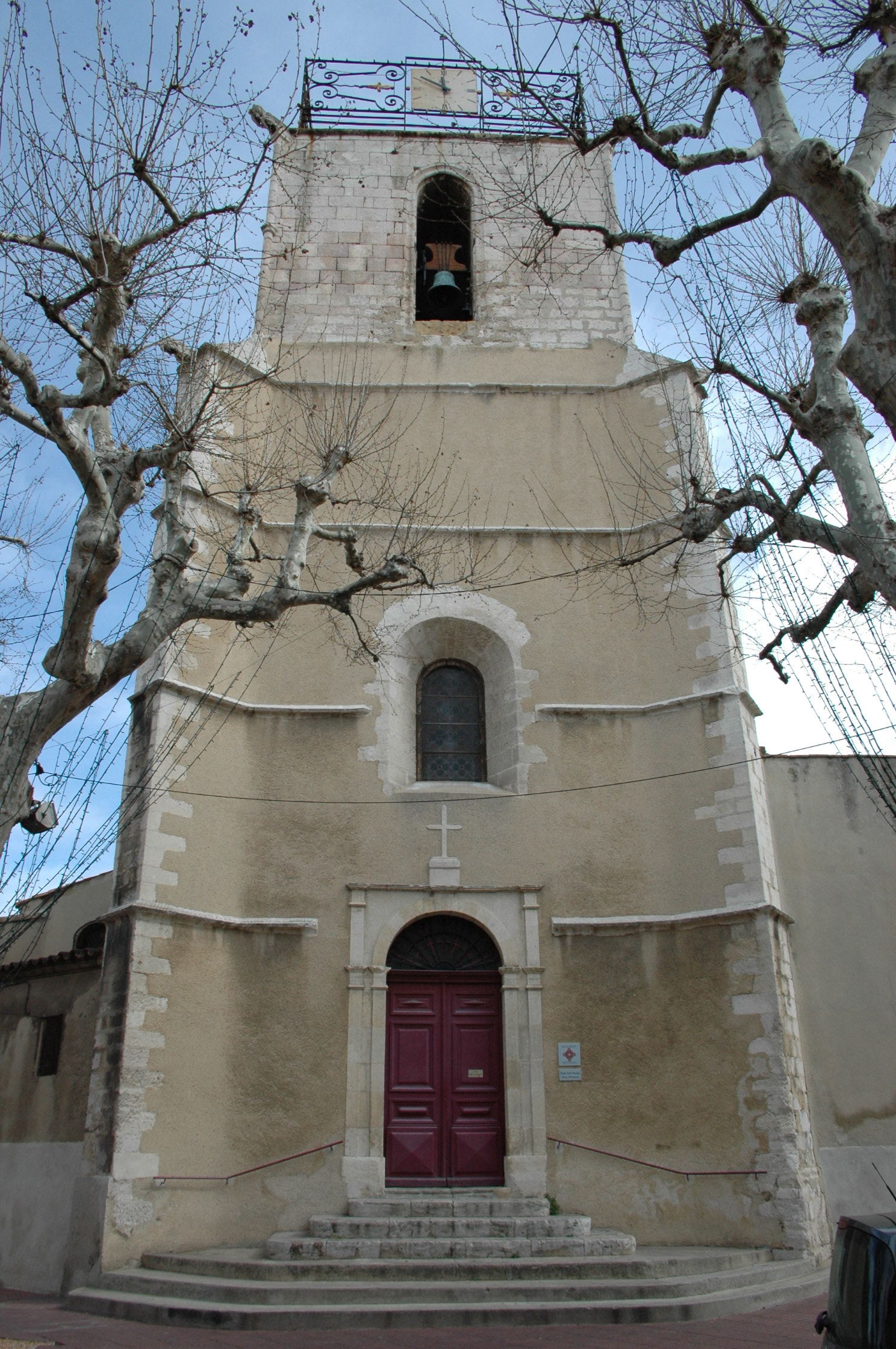
Kirche Saint-Nicolas

Marignane liegt im Département Bouches-du-Rhône, etwa 20 Kilometer nordwestlich von Marseille am Ostufer des Sees Étang de Berre. Die Stadtfläche beträgt 23,16 Quadratkilometer.

## Bevölkerungsentwicklung
| Jahr      | 1962   | 1968   | 1975   | 1982   | 1990   | 1999   | 2006   | 2016   | 2021   |
| --------- | ------ | ------ | ------ | ------ | ------ | ------ | ------ | ------ | ------ |
| Einwohner | 10.664 | 20.044 | 26.477 | 31.109 | 32.325 | 34.006 | 32.921 | 32.384 | 33.003 |

## Kultur und Sehenswürdigkeiten
An Sehenswürdigkeiten sind zu nennen: Die romanische Kirche St. Nicolas, das Château des Covet, das im Mittelalter errichtet und im 17. Jahrhundert umgebaut wurde, beide Monuments historiques und der Turm des alten Stadttores.
Zur Kultur des Ortes gehört auch, dass zum Teil die alte okzitanische Sprache gepflegt wird, auch wenn die Mehrzahl der Einwohner sie nicht mehr versteht und ausschließlich Französisch spricht.

## Politik
Marignane ist wie ein Großteil der Region von der politischen Rechten dominiert. Bekannt wurde es auch als eine von vier Gemeinden in Okzitanien, die 1995 bis 2001 vom Front National regiert wurden. 
Seit 2008 ist Éric Le Dissès (Divers droite) Bürgermeister der Stadt.

## Wirtschaft
In Marignane hat der Hubschrauberhersteller Airbus Helicopters seinen Hauptsitz.

## Verkehr
In Marignane befindet sich der Flughafen Marseille Provence. Es besteht ein Anschluss an die Autoroute A 55 sowie ein Bahnhof im benachbarten Saint-Victoret an der Strecke Marseille–Arles. 

## Städtepartnerschaften
Partnerstädte Marignanes sind:
- Wolfsburg (Deutschland), seit 1963
- Figueres (Spanien), seit 1968
- Göd (Ungarn), seit 1996
- Slănic (Rumänien), seit 2002
- Ravanusa auf Sizilien (Italien), seit 2016

## Persönlichkeiten
- Laurent Imbert (1796–1839), katholischer Ordensgeistlicher und Heiliger
- Florian Raspentino (* 1989), Fußballspieler